# Varroa destructor
Varroa destructor es un ácaro parásito externo que ataca y se alimenta de las abejas Apis cerana y Apis mellifera. La enfermedad causada por los ácaros se llama varroasis y es la principal enfermedad que actualmente afecta las abejas, está extendida por la mayor parte de las zonas apícolas del mundo.
La varroa era sólo un parásito habitual de la abeja asiática (Apis cerana). A mediados del siglo XX, en el este de Rusia, las abejas habitualmente usadas en la apicultura (Apis mellifera) llevadas a esta zona, entraron en contacto con las asiáticas y el parásito pasó de unas a otras. Los enjambres infectados, al trasladarse, extendieron la varroa a gran parte del mundo, a excepción de Australia.
Varroa destructor sólo se puede reproducir en las colonias de abejas. Ataca el cuerpo de la abeja y la debilitan al chuparle la hemolinfa. En este proceso el ácaro extiende a la abeja virus ARN como es el virus de deformación de las alas. Una infestación significativa lleva a la muerte de toda la colonia de abejas, esto ocurre normalmente de finales de otoño hasta principios de primavera. La varroa es el parásito de más importancia económica en la apicultura. Puede contribuir al llamado "problema de colapso de colonias" que amenaza a las colmenas de toda Norteamérica y Europa.

## Descripción física
El adulto de la varroa destructor es de color marrón rojizo con una forma aplanada, tiene entre 1 y 1,8 mm de largo y 1,5 a 2 mm de ancho; posee ocho patas.

## Reproducción, infección y mortalidad de la colmena
La varroa se reproduce en ciclos de diez días. La hembra de la varroa entra en una celda de cría de abeja. Tan pronto como las abejas tapan la celda, la varroa pone huevos en la larva de abeja, principalmente en machos, (zánganos). Las varroas jóvenes salen del huevo aproximadamente al mismo tiempo que las jóvenes abejas se desarrollan y dejan la celda, así las varroas se van extendiendo entre otras abejas adultas y larvas. Los adultos chupan la "sangre" (hemolinfa) de las abejas adultas para alimentarse, dejando heridas abiertas. Las abejas atacadas son más propensas a infecciones. Con la excepción de algunas líneas genéticas de abejas (de Rusia o del Magreb por ejemplo) las abejas de la especie dominante en la apicultura mundial Apis mellifera están casi completamente indefensas frente a estos parásitos (Las abejas de Rusia, seguramente por haber entrado en contacto con el parásito desde hace doscientos años, son de un tercio a un 50% menos susceptibles a la reproducción de este ácaro). La abeja asiática Apis cerana, que ha estado en contacto con la varroa durante milenios, ha desarrollado estrategias de limpieza contra el parásito de modo que la vida de la colonia no corre peligro.
En doce semanas el número de Varroas se puede multiplicar por doce. Cuando llega el otoño y deja de haber abejas machos, la varroa pone huevos en las abejas hembras y puede eliminar toda la colonia.

### Fechas de introducción a nivel mundial
- A principios de 1960 en Japón, y la Unión Soviética
- 1960-1970 Europa del Este
- 1971 Brasil
- Finales de 1970 en América del Sur
- 1982 Francia
- 1984 Suiza, España, Italia
- 1987 Portugal
- 1987 Estados Unidos
- 1989 Canadá
- 1992 Reino Unido
- 1998 Irlanda
- 2000 Nueva Zelanda (Isla Norte)
- 2006 Nueva Zelanda (Isla Sur)
- 2007 Hawái

## Identificación
Hasta hace relativamente poco tiempo, se pensaba que V. destructor era una especie de ácaro estrechamente relacionada con la llamada Varroa jacobsoni. Ambas especies parasitan a la abeja asiática, A. cerana. Sin embargo, la especie originalmente descrita como V. jacobsoni por Anthonie Cornelis Oudemans en 1904 no es la misma especie que también ataca a A. mellifera. El salto a la abeja melífera probablemente tuvo lugar por primera vez en Filipinas a principios de la década de 1960, donde la A. mellifera importada entró en contacto con colonias de A. cerana infectadas. Hasta el año 2000, los científicos no habían identificado V. destructor como una especie propia. Esta identificación tardía, en 2000, por Anderson y Trueman corrigió cierta confusión previa y la clasificación errónea en la literatura científica.

## Varroosis
La infestación y la posterior enfermedad parasitaria causada por los ácaros Varroa se llama varroosis. A veces, se usan los nombres incorrectos varroatosis o varroasis. Se debe formar un nombre de enfermedad parasitaria a partir del nombre taxonómico del parásito y el sufijo -osis según lo dispuesto en la Nomenclatura estandarizada por la Asociación Mundial para el Avance de la Parasitología Veterinaria. Por ejemplo, la Organización Mundial de Sanidad Animal (OIE) utiliza el nombre varroosis en el Manual Terrestre de la OIE.

## Control o medidas preventivas
Algunos sistemas, muy intensivos en el uso de mano de obra, permiten hacer que el ácaro haga la puesta en un lugar preparado y poder destruirla con medios físicos.
La lucha química tiene dos problemas principales: deja residuos en la miel y la aparición de resistencias al producto químico por parte del parásito que acaban haciéndolo inútil.
Productos químicos naturales: Ácido oxálico y timol (extraído del tomillo). El timol mata prácticamente el 100% de la varroa sin afectar casi las abejas.